# Sauver l'amour (chanson)
Singles de Daniel Balavoine
L'Aziza
(1985) Aimer est plus fort que d'être aimé
(1986)
Pistes de Sauver l'amour
Le blues est blanc
(4) Petite Angèle
(6)
Sauver l'amour est une chanson de Daniel Balavoine, parue en 1985.
Écrite et composée par Balavoine pour son huitième et dernier album du même nom, sorti en octobre 1985, Sauver l'amour en est le second single, en date du 18 mars 1986. Ce single paraît à titre posthume, c'est-à-dire après le décès de Daniel Balavoine dans un accident d'hélicoptère le 14 janvier 1986 au Mali lors de la huitième édition du Paris-Dakar.
Entré au Top 50 fin avril 1986, Sauver l'amour reste classé pendant dix-huit semaines, dont une en cinquième position, et s'est vendu à plus de 300 000 exemplaires. Le titre est un tube en France, sans toutefois atteindre les ventes de L'Aziza, premier single extrait de l'album. Il s'agit du troisième et dernier single de Balavoine à figurer au Top 50.

## Thème
La chanson évoque la misère dans le tiers monde, notamment la famine qui, à l'époque, touchait surtout l'Éthiopie, et les conflits comme la guerre d'Iran/Irak.

## Parution et réception
Sauver l'amour paraît en single le 18 mars 1986 en tant que second extrait de l'album du même nom en tant que cinquième titre qui clôt la face A du 33 tours. La publication du single intervient deux mois après la mort de Daniel Balavoine dans un accident d'hélicoptère survenu lors du Paris-Dakar. Profitant de la logistique du rallye, le chanteur s'occupait alors de l'action humanitaire Paris du Cœur, visant à installer des pompes à eau hydrauliques dans des villages africains.
Sauver l'amour entre au Top 50 le 26 avril 1986 en seizième position, alors même que L'Aziza, le premier extrait de l'album publié en single, y figurait encore. Il figure parmi les dix meilleures places en troisième semaine, puis atteint la cinquième position du Top 50 en huitième semaine (le 14 juin 1986). Il quitte le classement le 29 août 1986 après être resté dix-huit semaines consécutifs. Le single se vendra à 300 000 exemplaires en France.
À l'occasion des trente ans de la disparition du chanteur, le titre fait son retour dans le classement des ventes de singles le 16 janvier 2016 à la 127e place.
Une version réorchestré par Victor Le Masne, sort en single le 21 juin 2025 sur les plate-formes de streaming. Avec l'autorisation des ayants droit de Daniel Balavoine, Le Masne s'est appuyé sur les bandes de l'enregistrement original, tout en proposant une nouvel orchestration teintée d'electro et en conservant la voix du chanteur,.

## Titres
| 1. | Sauver l'amour | 4:15 |
| 2. | Petite Angèle  | 4:48 |

| 1. | Sauver l'amour (remix de Frédéric Defaye et Emmanuel Guiot) | 5:45 |
| 2. | Petite Angèle                                               | 4:48 |

## Classements
| Classement (1986)                | Meilleure position |
| -------------------------------- | ------------------ |
| France (SNEP)                    | 5                  |
| Québec (Max 30 Québec)           | 1                  |
| Europe (European Hot 100)        | 47                 |
| Europe (European Airplay Top 50) | 16                 |
| Québec (ADISQ)                   | 16                 |

| Classement (2016) | Meilleure position |
| ----------------- | ------------------ |
| France (SNEP)     | 127                |

| Classement (1986) | Meilleure position |
| ----------------- | ------------------ |
| France (SNEP)     | 39                 |

## Musiciens
- Daniel Balavoine : chant, claviers, programmation Fairlight
- Matt Clifford : claviers, programmation Fairlight
- Joe Hammer : batterie, machine, programmation Fairlight
- John Wooloff : guitares
- Alice Terell : chœurs
- Diane Dupuis : chœurs
- Paula Moore : chœurs

## Réalisation
- Andy Scott : réalisation
- Frédéric Defaye : assistant réalisation
- Bill Butt : design pour Liaison Internationale
- Ken Browar : photo pochette

## Éditions
- Le titre figure aussi sur les disques compilations L'Essentiel (1995), Balavoine sans frontières (2005, avec aussi la version remixée) et Balavoine - 30e anniversaire (2015).

## Reprises
- Sauver l'amour est repris en 1997 par Les Enfoirés lors du concert annuel du collectif qui s'est déroulé au Zénith. Sorti en single le 24 novembre 1997, il s'est classé durant deux semaines dans les meilleures ventes de singles, dont une à la 48e place[15].
- Sauver l'amour est aussi repris par Zaho en 2015 sur l'album-hommage collectif Balavoine(s). Il n'est resté classé qu'une semaine à la 137e place du Top Singles[16] et se vend à 300 exemplaires[17].
- Sauver l'amour est aussi repris par les Kids United en 2016 sur l'album de L’UNICEF pour récolter des dons
- Sauver l'amour est aussi repris par Matthieu Chedid dans les concerts de la tournée de son album Lamomali en collaboration avec Fatoumata Diawara dans une version où le refrain a été traduit en langue Bambara, version qui sera présente sur l'album live Lamomali Airlines[18]